# Miguel Cabrera

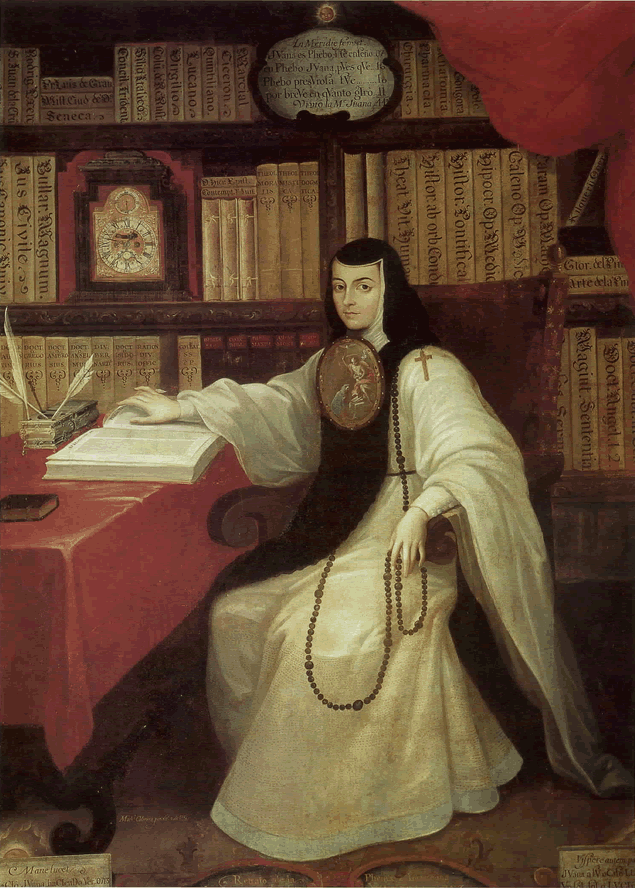
Retrato de Sor Juana, 1750

Miguel Mateo Maldonado y Cabrera (Oaxaca, 1695 – Cidade do México ?, 1768) foi um pintor do México, ativo no período do Vice-Reino da Nova Espanha.
Era um mestiço de índio zapoteca, e em 1719 mudou-se para a Cidade do México, recebeu aulas de pintura e entrou em contato com obras européias, tornando-se o pintor preferido da Ordem Jesuíta e mais tarde reconhecido como o maior pintor de sua geração na Nova Espanha. Sua fama era tanta que foi-lhe concedido o privilégio especial de fazer três cópias da venerada imagem de Nossa Senhora de Guadalupe. Também foi fundador da segunda academia de pintura do México, onde foi o diretor. Sua obra é quase toda no gênero religioso, mas também deixou vários retratos.